# Жон
Жон (каз. Жон) — село в Абайском районе Карагандинской области Казахстана. Входит в состав Ильичёвского сельского округа. Код КАТО — 353249200.

## Население
В 1999 году население села составляло 539 человек (264 мужчины и 275 женщин). По данным переписи 2009 года, в селе проживало 159 человек (81 мужчина и 78 женщин).